# Талаквадзе, Севастий Герасимович
Севастий Герасимович Талаквадзе (1888—1937) — грузинский революционер, писатель

, историк.
Член РСДРП с 1904 года, активный революционер. 
Автор романов «В девятьсот пятом», «Переход» «Портрет вождя» (1935). В своём историческом исследовании «К истории Коммунистической партии Грузии» рассказал, что в 1905 году меньшевики называли Сталина «агентом правительства и шпиком-провокатором».
Член Союза советских писателей. В 1934 году избран от Грузинской ССР делегатом Первого съезда советских писателей с решающим голосом.
До середины 1936 года работал директором Книжной палаты Грузии. 
В 1937 году арестован как член тбилисского троцкистского центра, осуждён, приговорён к высшей мере наказания и в том же году расстрелян.